# اس‌ام یوبی-۷۴
اس‌ام یوبی-۷۴ (به انگلیسی: SM UB-74) یک زیردریایی است که طول آن ۵۵٫۵۲ متر (۱۸۲٫۲ فوت) می‌باشد. این زیردریایی در سال ۱۹۱۷ ساخته شد.